# Vålåberget
Vålåberget är ett naturreservat ligger längs en bergskant av Vålåberget i Älvdalens kommun i Dalarnas län.
Området är naturskyddat sedan 2013 och är 62 hektar stort. Reservatet består av tallurskog.